# Bandar-e Khamir
Bandar-e Khamīr (farsi بندر خمیر) è il capoluogo dello shahrestān di Khamir, circoscrizione Centrale, nella provincia di Hormozgan. È una città portuale e aveva, nel 2006, una popolazione di 11.307 abitanti.